# Роздольненська сільська громада
Роздольненська сільська об'єднана територіальна громада — об'єднана територіальна громада в Україні, в Каховському районі Херсонської області. Адміністративний центр — село Роздольне.
Площа громади — 76,4 км², населення — 3381 мешканець (2017).
Утворена 19 вересня 2017 року шляхом об'єднання Роздольненської та Чорноморівської сільських рад Каховського району.
29 квітня 2020 року Кабінет Міністрів України затвердив перспективний план формування територій громад Херсонської області, в якому Роздольненська ОТГ відсутня, а Роздольненська і Чорноморівська сільські ради включені до Каховської ОТГ.

## Населені пункти
До складу громади входили 3 села: Вільна Україна, Роздольне та Чорноморівка.